# Andréi Kashechkin
Andrey Kashechkin (Kyzylorda, 21 de marzo de 1980) es un ciclista kazajo.

## Biografía
Debutó como profesional en 2001 con el equipo belga del Domo-Farm Frites.
En agosto de 2007 dio positivo al pasar una prueba interna antidopaje del equipo. Fue despedido inmediatamente al incumplir el régimen interno del equipo. Más tarde, se descubrió que el positivo (mediante transfusión de sangre) fue intercambiando la sangre de su compatriota Alexandre Vinokourov.[cita requerida] De hecho a partir de dicho incidente no llegaron a compartir equipo por sugerencia de Vinokourov y posibles represalias por tener a dos corredores envueltos en casos de dopaje.
En 2010 volvió al ciclismo gracias al equipo italiano de categoría UCI ProTour Lampre-Farnese Vini. En esta temporada sus resultados fueron muy discretos. Con ellos volvió a disputar la Vuelta a España por la que pasó con más pena que gloria.
En 2011 volvió a su antiguo equipo, el Astana con el que diputó varias carreras como el Tour de Romandía (37.º), la Dauphiné Liberé (Ab) y la Vuelta a España. Permaneció en el equipo hasta la temporada 2013.

## Palmarés
2001
- Triptyque des Monts et Châteaux
- Côte picarde

2004
- 2.º en el Campeonato de Kazajistán en Ruta
- Sachsen-Tour
- G. P. de Fourmies

2005
- 3.º en el Campeonato de Kazajistán en Ruta

2006
- 1 etapa de la París-Niza
- Campeonato de Kazajistán en Ruta
- 3.º en la Vuelta a España, más 1 etapa

## Resultados en Grandes Vueltas y Campeonatos del Mundo
| Carrera              | Carrera              | 2001 | 2002 | 2003 | 2004 | 2005 | 2006 | 2007 | 2008 | 2009 | 2010 | 2011 | 2012 | 2013 |
| -------------------- | -------------------- | ---- | ---- | ---- | ---- | ---- | ---- | ---- | ---- | ---- | ---- | ---- | ---- | ---- |
|                      | Giro de Italia       | —    | —    | —    | —    | —    | —    | —    | —    | —    | —    | —    | —    | —    |
|                      | Tour de Francia      | —    | —    | —    | —    | 19.º | —    | Ab.  | —    | —    | —    | —    | 78.º | Ab.  |
|                      | Vuelta a España      | —    | Ab.  | —    | —    | —    | 3.º  | —    | —    | —    | 16.º | 89.º | 34.º | —    |
| Mundial en Ruta      | Mundial en Ruta      | Ab.  | Ab.  | —    | Ab.  | 58.º | 25.º | —    | —    | Ab.  | —    | —    | —    | —    |
| Mundial Contrarreloj | Mundial Contrarreloj | 42.º | —    | —    | —    | 6.º  | 11.º | —    | —    | 25.º | —    | —    | —    | —    |

—: no participa

Ab.: abandono

## Equipos
- Domo-Farm Frites (2001-2002)
- Quick Step - Davitamon (2003)
- Crédit Agricole (2004-2005)
- Astana-Würth (2006)
- Astana (2007)
- Lampre (2010[2] -2011)[3]
- Astana (2011[4] -2013)